# 大泉寺 (町田市)
大泉寺（だいせんじ）は、東京都町田市にある曹洞宗の寺院。

## 歴史
室町時代中期、無極慧徹によって開山された。当寺の前身として、1227年（安貞元年）に開山された真言宗寺院「高昌寺」があった。豪族の小山田有重の五男行重が父の菩提を弔うために創建したものである。その後、無極慧徹が有重の居館跡に高昌寺を移し、改めて曹洞宗寺院「大泉寺」としたのが、当寺の起源である。
本堂の側に「小山田高家公顕彰碑」がある。小山田高家は南北朝時代の武将で、有重の末裔である。湊川の戦いで、南朝方の新田義貞の身代わりとなり戦死した。この功績を顕彰したものである。
境内には、3基の宝篋印塔がある。有重・行重・高家の小山田氏三武将の供養塔である。

## 交通アクセス
- 路線バス大泉寺停留所より徒歩2分。